# Viviane Victorette
Viviane Victorette (Fortaleza, 15 de dezembro de 1978) é uma atriz e psicóloga brasileira.

## Carreira
Viviane Victorette iniciou a carreira na cidade natal. Na adolescência, fez algumas peças de teatro e campanhas publicitárias. Em 1999, mudou-se para o Rio de Janeiro, para ampliar as possibilidades de sucesso. Estudou na Casa de Arte das Laranjeiras, na zona sul do Rio, e acabou conhecendo o diretor Marcelo Andrade,com quem trabalhou em varias peças, tendo críticas positivas em relação ao seu talento.
Fez teste para a TV Globo, em 2001, em horário nobre, no papel de "Regininha" em O Clone, que lhe propiciou o prêmio de revelação no "Festival de Cinema e Televisão de Natal". Em 2003, transferiu-se para o SBT e fez a novela Jamais te Esquecerei. Voltou à Globo em 2005, na telenovela América, vivendo a dançarina Ju. Em 2007, a convite de Aguinaldo Silva, atua em Duas Caras.
Em setembro de 2005, foi capa da revista Playboy. Foi convidada para ser rainha de bateria da escola de samba Renascer de Jacarepaguá, mas desistiu, sendo substituída pela também atriz Rita Guedes. Participou nessa época do seriado A Diarista.
A atriz foi casada com o fotógrafo Diego Paranhos Langaro Suassuna, com quem tem uma filha chamada Júlia.
Voltou em 2011 para uma participação como a garota de programa Jana, em Insensato Coração. Após dois anos de preparação, voltou para as novelas em Flor do Caribe, interpretando Marinalva, uma dançarina. Em 2015 voltou em uma rápida participação em Malhação: Seu Lugar no Mundo, como uma das namoradinhas de Uodson (Lucas Lucco).
Enquanto esteve afastada da televisão, ela se dedicou à outra paixão: a psicologia. Em 2019, se formou psicóloga, realizando um antigo sonho.

## Filmografia

### Televisão
| Ano  | Título                       | Personagem                  | Notas                             |
| ---- | ---------------------------- | --------------------------- | --------------------------------- |
| 1997 | Mandacaru                    | Rosário                     |                                   |
| 1998 | Torre de Babel               | Débora                      | Participação                      |
| 1999 | Força de um Desejo           | Clarissa                    | Participação                      |
| 2002 | O Clone                      | Regininha (Regina da Costa) |                                   |
| 2003 | Jamais Te Esquecerei         | Letícia                     |                                   |
| 2003 | Carga Pesada                 | Janete                      | Episódio: "O Passado Me Condena"  |
| 2005 | América                      | Júlia (Ju)                  |                                   |
| 2006 | A Grande Família             | Tatiane                     | Episódio: "O Dia da Surpresa"     |
| 2006 | A Diarista                   | Suelen                      | Episódio: "Aquele da Perseguição" |
| 2007 | Duas Caras                   | Nadir                       |                                   |
| 2011 | Insensato Coração            | Jana                        | Participação                      |
| 2013 | Flor do Caribe               | Marinalva                   |                                   |
| 2015 | Malhação: Seu Lugar no Mundo | Ficante de Uodson           | Participação                      |
| 2021 | Um Lugar ao Sol              | Veridiana                   | Participação                      |

### Cinema
| Ano  | Título             | Personagem |
| ---- | ------------------ | ---------- |
| 2010 | Segurança Nacional | Fernanda   |
| 2019 | Uma Tia da Pesada  | Professora |